# HD 192263 b
El planeta designat com a HD 192263, és un gegant gasós amb una massa que podria ser d'almenys tres quarts de la del planeta Júpiter. Orbita l'estrella en una òrbita circular completant una revolució cada 24 dies aproximadament
L'any 2002 l'existència del planeta es va posar en qüestió: S'havia observat que l'estrella tenia variacions fotomètriques en el seu esclat, que tenien el mateix període i velocitat del planeta. El senyal podia venir d'aquestes variacions en lloc del planeta orbitant l'estrella. Finalment, l'any 2003 es va confirmar l'existència del planeta.